# سيدي عبد الله البوشواري
سيدي عبد الله البوشواري  (بالإنجليزية: SIDI ABDALLAH EL BOUCHOUARI)‏ هي جماعة قروية تابعة لإقليم شتوكة آيت باها ضمن جهة سوس ماسة درعة بالمغرب. بلغ مجموع عدد سكان  سيدي عبد الله البوشواري  حسب إحصاءات 2004 حوالي 9068 نسمة من بينهم 1 أجنبي يعيشون في 1713 أسرة.

## إحصاء عام
| السنة | عدد السكان | عدد الأسر | عدد الأجانب |
| ----- | ---------- | --------- | ----------- |
| 1994  | 9524       | 1637      | °°°°        |
| 2004  | 9068       | 1713      | 1           |

## الاقتصاد والبنية التحتية
يتم تزويد جماعات سيدي عبد الله البوشواري وتركانتوشكا واوكنز انطلاقا من سد يوسف بن تاشفين.